# Заксен
«За́ксен» (нім. «FC Sachsen Leipzig») — німецький футбольний клуб з Лейпцига. Заснований 17 вересня 1902 року, розформований 30 червня 2011 року.

## Досягнення
- Чемпіон НДР (2): 1951, 1964
- Володар кубка НДР (2): 1957, 1966
- Володар кубка Саксонії (4): 1993, 1994, 1995, 2005